# Versorgungs- und Unterstützungskompanie
Die Versorgungs- und Unterstützungskompanie (VersUstgKp), in der Artillerietruppe Versorgungs- und Unterstützungsbatterie (VersUstgBttr), ist ein Typ einer Kompanie der deutschen Bundeswehr. Mit ihren spezialisierten Teileinheiten stellt sie die Einsatz- und Führungsunterstützung des Verbandes (in der Regel ein Bataillon, auch Regiment) sicher. Dazu gehören Verbindung, Versorgung, Transport, Verpflegung und Instandsetzung.
Versorgungs- und Unterstützungskompanien finden sich zumindest in der Teilstreitkraft Heer, in der Streitkräftebasis (z. B. ABC-Abwehrbataillon 7) und im Zentralen Sanitätsdienst (Sanitätsregimenter 1, 2 und 3, Sanitätslehrregiment).
Die Versorgungs- und Unterstützungskompanie ist grundsätzlich die 1. Kompanie (1./-). Die konkrete Kompanie wird in Verbindung mit dem zugehörigen Verband benannt und abgekürzt, z. B. 1./PzGrenBtl 212 für die erste Kompanie des Panzergrenadierbataillons 212.

## Geschichte
Vorgänger des Kompanietyps Versorgungs- und Unterstützungskompanie war die Stabs- und Versorgungskompanie (StVersKp). In diesem waren die Unteroffiziere und Mannschaften des Stabes in einem Stabszug vereint. Der Kompaniechef war Disziplinarvorgesetzter mit der Disziplinarbefugnis der Stufe 1. Dieser war üblicherweise ein Major, wohingegen die Kompaniechefs der übrigen Kompanien des Verbandes Hauptleute waren.
In den heutigen Verbänden mit Versorgungs- und Unterstützungskompanien gehören die Unteroffiziere und Mannschaften direkt dem Bataillonsstab an – wie schon zuvor die Offiziere. Die Disziplinarbefugnis der Stufe 1 gegenüber den Unteroffizieren und Mannschaften hat der neu geschaffene Stabszugführer, für die Offiziere liegt sie unverändert beim Bataillonskommandeur.

## Aufgaben und Gliederung
Eine Versorgungs- und Unterstützungskompanie kann je nach Auftrag bzw. Truppengattung des übergeordneten Bataillons unterschiedlich gegliedert sein.
Eine mögliche Gliederung ist:
- Kompanieführung
  - Kompanietrupp
  - Kompanieeinsatztrupp
  - Kompaniefeldwebeltrupp
  - Versorgungstrupp
- Fernmeldezug
  - Zugtrupp
  - LAN Gruppe
  - Funkgruppe
  - 2 Gefechtsstandgruppen
- Materialbewirtschaftungszug
  - Zugtrupp
  - Materialgruppe
  - Munitionsgruppe
  - Wassergruppe
  - Betriebsstoffgruppe
  - Marketendertrupp
- Technischer Zug
  - Zugtrupp
  - Bergegruppe
- Verpflegungsgruppe
  - Verpflegungstrupp
  - 5 Feldküchentrupps (á 3 Soldaten)

Die Versorgungs- und Unterstützungskompanie ist oft personalstärker als die übrigen Kompanien des Verbandes. Die 1./Gebirgsjägerbataillon 232 hat beispielsweise eine Stärke von 210 Soldaten (4 Offiziere, 49 Unteroffiziere mit Portepee, 32 Unteroffiziere ohne Portepee, 125 Mannschaften).
Der Fernmeldezug stellt die Führungsfähigkeit sicher. Dazu gehört das Einrichten und Betreiben von Gefechtsständen und die Herstellung der Fernmeldeverbindungen zur übergeordneten Führung. Der Materialbewirtschaftungszug hat den Auftrag die Versorgung des Verbandes mit Material, Munition und Betriebsstoff zu gewährleisten. Der Technische Zug (die Instandsetzung) ist für die materielle Einsatzbereitschaft von Kfz, Führungsmitteln, Waffen und sonstiges Wehrmaterial zuständig. Der Zug stellt zudem Bergemittel bereit, um bei Bedarf die Bergung von Fahrzeugen mit technischen Geräten zu unterstützen. Die Verpflegungsgruppe ist verantwortlich für die Bereitstellung und Zubereitung von Verpflegung.
Die Versorgungs- und Unterstützungskompanien der Panzer- und Panzergrenadiertruppe verfügen grundsätzlich über einen Aufklärungs- und Verbindungszug. Den beiden Versorgungs- und Unterstützungskompanien der Fallschirmjägertruppe sind je ein Fallschirmspezialzug und ein Diensthundeführerzug unterstellt, den drei Kompanien der Gebirgsjägertruppe je ein Hochgebirgsjägerzug.

## Ähnliche Kompanien

### Stabs- und Fernmeldekompanie
Auf Großverbandsebene (Größenordnung Brigade) bestehen oft selbständige Stabs- und Fernmeldekompanien (St/FmKp). Diese sind beispielsweise wie folgt gegliedert:
- Kompanieführungsgruppe
- Erkundungs- und Sicherungsgruppe
- Versorgungsgruppe
- Transportgruppe
- Technische Gruppe
- Fernmeldestaffel
- Gefechtsstandzug

### Cyber- und Informationsraum
In den Informationstechnikbataillonen des militärischen Organisationsbereiches Cyber- und Informationsraum ist die 1. Kompanie die Versorgungskompanie, welche mit vergleichbaren Aufgaben wie eine Versorgungs- und Unterstützungskompanie betraut ist. Zusätzlich führt sie die Grundausbildung durch. In den Informationstechnikbataillonen gibt es einen Stabszug.

### Reserve
Während die alten Stabs- und Versorgungskompanien überwiegend in Versorgungs- und Unterstützungskompanien umgegliedert wurden, wurde 2019 eine Stabs- und Versorgungskompanie im Landesregiment Bayern mit Dienstposten für Reservisten neu aufgestellt.